# Kosonogov
Kosonogov je priimek več oseb:
- Aleksej Ivanovič Kosonogov, ruski nogometaš
- Lev Vasiljevič Kosonogov, sovjetski general